# Monteils, Tarn-et-Garonne

Monteils este o comună în departamentul Tarn-et-Garonne din sudul Franței. În 2009 avea o populație de 1.300 de locuitori.

## Evoluția populației
| An        | 1975 | 1982 | 1990 | 1999  | 2006  | 2009  |
| --------- | ---- | ---- | ---- | ----- | ----- | ----- |
| Populație | 647  | 788  | 999  | 1.075 | 1.223 | 1.300 |